# Copine
『copine』（コパン）は、1985年6月21日に発売された大貫妙子の通算9作目となるスタジオ・アルバム。発売元はDear Heart / MIDI。

## 背景
RVCからMIDIに移籍後に発表された第1弾アルバムとなった。タイトルの ″copine″（コパン）とは、フランス語で″仲間″や″友達″を意味する女性名詞。ジャケットに描かれている女性の横顔は、イラストレーター山口はるみの手によるもの。
1985年資生堂・春のキャンペーンソング「ベジタブル」や、ベルギーの漫画家・エルジェの作品『タンタンの冒険』をモチーフにした楽曲「Les aventures de TINTIN」などを収録。これまでのヨーロピアン・サウンド路線にひと区切りをつけ、本作では打ち込みと生演奏を両立させた音作りが行われている。
シングル「ベジタブル」とB面曲「Siena」の2曲は日本で録音されたが、それ以外の曲はニューヨークへ渡り半月ほど滞在し、およそ1週間かけてレコーディングが行われた。
2019年8月28日には、バーニー・グランドマンによるリマスタリング、カッティングが施されたアナログ盤が、完全生産限定盤として再発売された。LPには大貫本人のセルフライナーノートが封入されている。

## 収録曲

### LP / CT
| 全作詞・作曲: 大貫妙子（特記以外）。 |                                                   |                      |                      |          |      |
| #                                    | タイトル                                          | 作詞                 | 作曲・編曲           | 編曲     | 時間 |
| 1.                                   | 「Les aventures de TINTIN」                       | 大貫妙子（特記以外） | 大貫妙子（特記以外） | 坂本龍一 | 4:36 |
| 2.                                   | 「ベジタブル」                                    | 大貫妙子（特記以外） | 大貫妙子（特記以外） | 坂本龍一 | 4:15 |
| 3.                                   | 「春の嵐」                                        | 大貫妙子（特記以外） | 大貫妙子（特記以外） | 坂本龍一 | 4:01 |
| 4.                                   | 「Siena」                                         | 大貫妙子（特記以外） | 大貫妙子（特記以外） | 清水靖晃 | 4:23 |
| 5.                                   | 「Amico, sei felice?」(イタリア語訳: Angela Piva) | 大貫妙子（特記以外） | 大貫妙子（特記以外） | 坂本龍一 | 4:08 |

| 全作詞・作曲: 大貫妙子。 |                            |          |            |          |      |
| #                        | タイトル                   | 作詞     | 作曲・編曲 | 編曲     | 時間 |
| 1.                       | 「OUT OF AFRICA」          | 大貫妙子 | 大貫妙子   | 坂本龍一 | 3:23 |
| 2.                       | 「Leave me alone」         | 大貫妙子 | 大貫妙子   | 清水信之 | 4:44 |
| 3.                       | 「Jacques-Henri Lartigue」 | 大貫妙子 | 大貫妙子   | 清水信之 | 3:12 |
| 4.                       | 「しあわせな男達へ」       | 大貫妙子 | 大貫妙子   | 清水信之 | 4:49 |
| 5.                       | 「野辺」                   | 大貫妙子 | 大貫妙子   | 坂本龍一 | 2:46 |

### CD
| 全作詞・作曲: 大貫妙子（特記以外）。 |                                                   |                      |                      |          |      |
| #                                    | タイトル                                          | 作詞                 | 作曲・編曲           | 編曲     | 時間 |
| 1.                                   | 「Les aventures de TINTIN」                       | 大貫妙子（特記以外） | 大貫妙子（特記以外） | 坂本龍一 | 4:36 |
| 2.                                   | 「ベジタブル」                                    | 大貫妙子（特記以外） | 大貫妙子（特記以外） | 坂本龍一 | 4:15 |
| 3.                                   | 「春の嵐」                                        | 大貫妙子（特記以外） | 大貫妙子（特記以外） | 坂本龍一 | 4:01 |
| 4.                                   | 「Siena」                                         | 大貫妙子（特記以外） | 大貫妙子（特記以外） | 清水靖晃 | 4:23 |
| 5.                                   | 「Amico, sei felice?」(イタリア語訳: Angela Piva) | 大貫妙子（特記以外） | 大貫妙子（特記以外） | 坂本龍一 | 4:08 |
| 6.                                   | 「OUT OF AFRICA」                                 | 大貫妙子（特記以外） | 大貫妙子（特記以外） | 坂本龍一 | 3:23 |
| 7.                                   | 「Leave me alone」                                | 大貫妙子（特記以外） | 大貫妙子（特記以外） | 清水信之 | 4:44 |
| 8.                                   | 「Jacques-Henri Lartigue」                        | 大貫妙子（特記以外） | 大貫妙子（特記以外） | 清水信之 | 3:12 |
| 9.                                   | 「しあわせな男達へ」                              | 大貫妙子（特記以外） | 大貫妙子（特記以外） | 清水信之 | 4:49 |
| 10.                                  | 「野辺」                                          | 大貫妙子（特記以外） | 大貫妙子（特記以外） | 坂本龍一 | 2:46 |

### 曲解説
1. Les aventures de TINTIN
  - 1988年、本田技研工業のCMに使われて別アレンジで再録音された２分の音源が『CM&TVテーマ集 TAEKO ONUKI WORKS 1983-2011 CM / TV Music Collection』に収録される。
2. ベジタブル
  - 12枚目のシングルA面曲。
3. 春の嵐
4. Siena
  - 「ベジタブル」のB面曲。
5. Amico, sei felice?
6. OUT OF AFRICA
7. Leave me alone
8. Jacques-Henri Lartigue
9. しあわせな男達へ
10. 野辺

## 参加ミュージシャン
| Les aventures de TINTIN - All Instruments: 坂本龍一 - Guitar: 大村憲司 - Bass: 伊藤広規 - Background Vocals: 大貫妙子 ベジタブル - All Instruments: 坂本龍一 - Guitar: 清水信之 - Percussion: 浜口茂外也 - Strings: 加藤JOEグループ 春の嵐 - Synthesizer: 坂本龍一 - Acoustic Piano: Don Grolnick - Bass: Will Lee - Drums: Omar Hakim - Concert Master: Gene Orloff Siena - All Instruments: 清水靖晃 - Computer Programming: 梅野貴典 - Background Vocals: EPO、大貫妙子 Amico, sei felice? - Fender Rhodes, Synthesizer: 坂本龍一 - Acoustic Piano: Don Grolnick - Guitar: 大村憲司 - Bass: Will Lee - Drums: Omar Hakim - Percussion: Mino Cinelu - Trumpet: Randy Brecker - Alto & Tenor Sax: Michael Brecker | OUT OF AFRICA - Synthesizer: 坂本龍一 - Acoustic Piano: Don Grolnick - Guitar: 大村憲司 - Bass: Will Lee - Drums: Steve Ferrone - Background Vocals: 大貫妙子 Leave me alone - Guitar,Synthesizer: 清水信之 - Acoustic Piano: Don Grolnick - Bass: Will Lee - Drums: Steve Ferrone - Background Vocals: 大貫妙子 Jacques-Henri Lartigue - Synthesizer: 清水信之 - Acoustic Piano: Don Grolnick - Guitar: Hugh McCracken - Bass: Will Lee - Drums: Omar Hakim - Tenor Sax: Michael Brecker - Concert Master: Gene Orloff しあわせな男達へ - All Instruments: 清水信之 - Computer Programming: 遠山純 - Background Vocals: 大貫妙子 野辺 - All Instruments: 坂本龍一 - Background Vocals: 大貫妙子 |

## 発売履歴
| 発売日        | レーベル                | 規格       | 規格品番  | 備考                      |
| ------------- | ----------------------- | ---------- | --------- | ------------------------- |
| 1985年6月21日 | Dear Heart / MIDI       | LPレコード | MIL-1004  |                           |
| 1985年6月21日 | Dear Heart / MIDI       | カセット   | MIT-1004  |                           |
| 1985年6月21日 | Dear Heart / MIDI       | CD         | MID-1004  |                           |
| 1993年3月1日  | Dear Heart / MIDI       | CD         | MDCL-1004 | 再発盤                    |
| 2013年3月27日 | BMG JAPAN               | SHM-CD     | MDCL-5005 | 紙ジャケット/リマスター盤 |
| 2019年8月28日 | Sony Music/GREAT TRACKS | LPレコード | MHJL-99   | 完全生産限定盤            |

## 参考資料
- オリコン『ALBUM CHART-BOOK COMPLETE EDITION 1970-2005』オリコン・マーケティング・プロモーション、2006年4月。ISBN 978-4-87131-077-2。
- 大貫妙子／copine.・Comin' Soon ＜アナログ盤＞ – ナツメロ喫茶店